# Quarto Nefi
Quarto Nefi è il dodicesimo libro del Libro di Mormon. Il titolo completo dell'opera è: Quarto Nefi, il libro di Nefi-uno dei discepoli di Gesù Cristo, che è il figlio di Nefi. Racconto del popolo di Nefi, secondo la sua storia.

## Narrazione
Il libro si compone di un solo capitolo e tratta della conversione di Nefiti e Lamaniti, che per duecento anni vissero in grande prosperità e pace seguendo i precetti di Cristo, ma in seguito sorsero nuovamente divisioni e contese, in conseguenza delle quali, intorno al 321 d.C., Ammaron nascose le tavole sacre.